# Coptic Light
Coptic Light va ser l'última obra per a orquestra composta pel compositor estatunidenc Morton Feldman, en 1985. Aquesta composició té una durada aproximada de mitja hora, en un sol moviment (com passa sovint en les seues últimes obres, de llargues duracions en un sol temps).

Morton Feldman va escriure una explicació de l'obra que s'inclou a la partitura (editada per Universal Editions) així com a la recopilació d'alguns dels seus escrits. En ella indica els dos focus compositius de l'obra, els quals li donen títol: Coptic, que fa referència a la civilització dels coptes, l'art sextil dels quals va fascinar al compositor de Nova York; i Light, que fa referència a l'aproximació tímbrica (des de la perspectiva del clarobscur) que realitza el compositor. 
‹‹Having an avid interest in all varieties of arcane weaving of the Middle East, I recently viewed the stunning examples of early Coptic textiles on permanent display at the Louvre. What struck me about these fragments of colored cloth was how they conveyed an essential atmosphere of their civilization. Transferring this thought to another realm, I asked myself what aspects of music since Monteverdi might determine its atmosphere if heard two thousand years from now. For me, the analogy would be one of the instrumental imagery of Western music. These were some of the metaphors that occupied my thoughts while composing Coptic Light.
An important technical aspect of the composition was prompted by Sibelius's observation that the orchestra differs mainly from the piano in that it has no pedal. With this in mind, I set to work to create an orchestral pedal, continually varying in nuance. This "chiaroscuro" is both the compositional and the instrumental focus of Coptic Light››

## Discografia
- Feldman, Morton. Coptic Light. New World Symphony Orchestra, Michael Tilson Thomas (dir). Argo. 1998. Nº 448 513-2
- Feldman, Morton. Feldman: Coptic Light. American Symphony Orchestra, Leon Botstein (dir). American Symphony Orchestra. 2010.
- Feldman, Morton. Bruckner: symphony nº8. SWR Symphony Orchestra, Michael Gielen (dir). Hänssler classic. 2003. Nº CD 93.061
- Feldman, Morton. Durations I-V/Coptic Light. Ensemble avantgarde, Dutsches Symphonie – Orchester Berlin, Michael Morgan (dir). CPO. 1997. Nº CPO 999 189-2
- Feldman, Morton. Donaueschinger musiktage 1994. SWR Symphony Orchestra, Michael Gielen (dir). Col legno. 1996. Nº WWE3CD 31882
- Feldman, Morton. Violin and orchestra / Coptic Light. Symphonieorchester des Bayerischen Rundfunks, Peter Rundel (dir). Col legno. 2004. Nº WWE1CD 20089
- Feldman, Morton. Rückblick moderne. SWR Radio-Sinfonieorchester Stuttgart, Rupert Huber (dir). Col legno. 1999. Nº WWE8CD 20041
- Feldman, Morton. My RSO: greatest hits for contemporary orchestra. Radio symphonie orchester Wien. ORF (Australian radio). 2012. Nº CD 3156
- Feldman, Morton. Anthology of the Royal Concertgebouw Orchestra vol.6. Royal Concertgebouw Orchestra, Peter Eötvös (dir). RCO LIVE. 2011. Nº RCO 11004